# Engelse renaissance
Engelse renaissance is een term die gebruikt wordt om een vanuit Italië geïnspireerde culturele en kunstzinnige beweging te beschrijven die plaatsvond in het Engeland van begin 16e eeuw tot ongeveer de helft van de 17e eeuw, en behalve het Engels renaissancetheater ook de literatuur, muziek, architectuur en beeldende kunst van deze periode omvat. Als alternatieve benaming kan ook worden gesproken over "Het tijdperk van Shakespeare" of "De Elizabethaanse periode", die dan verwijst naar de heersende koningin Elizabeth I. Zoals elke poging tot periodisering heeft het ook in dit geval iets inherent kunstmatigs. De Engelse renaissance begon bijvoorbeeld al van vóór het bewind van Elizabeth I en kwam niet plotseling tot een eind met haar dood. 
Behalve Shakespeare kunnen we een hele reeks van belangrijke auteurs uit deze periode opsommen, onder meer Edmund Spenser, Philip Sidney, Thomas Kyd, Ben Jonson, Thomas Dekker, Christopher Marlowe, Thomas More en John Donne.

## Belangrijke Engelse renaissanceauteurs

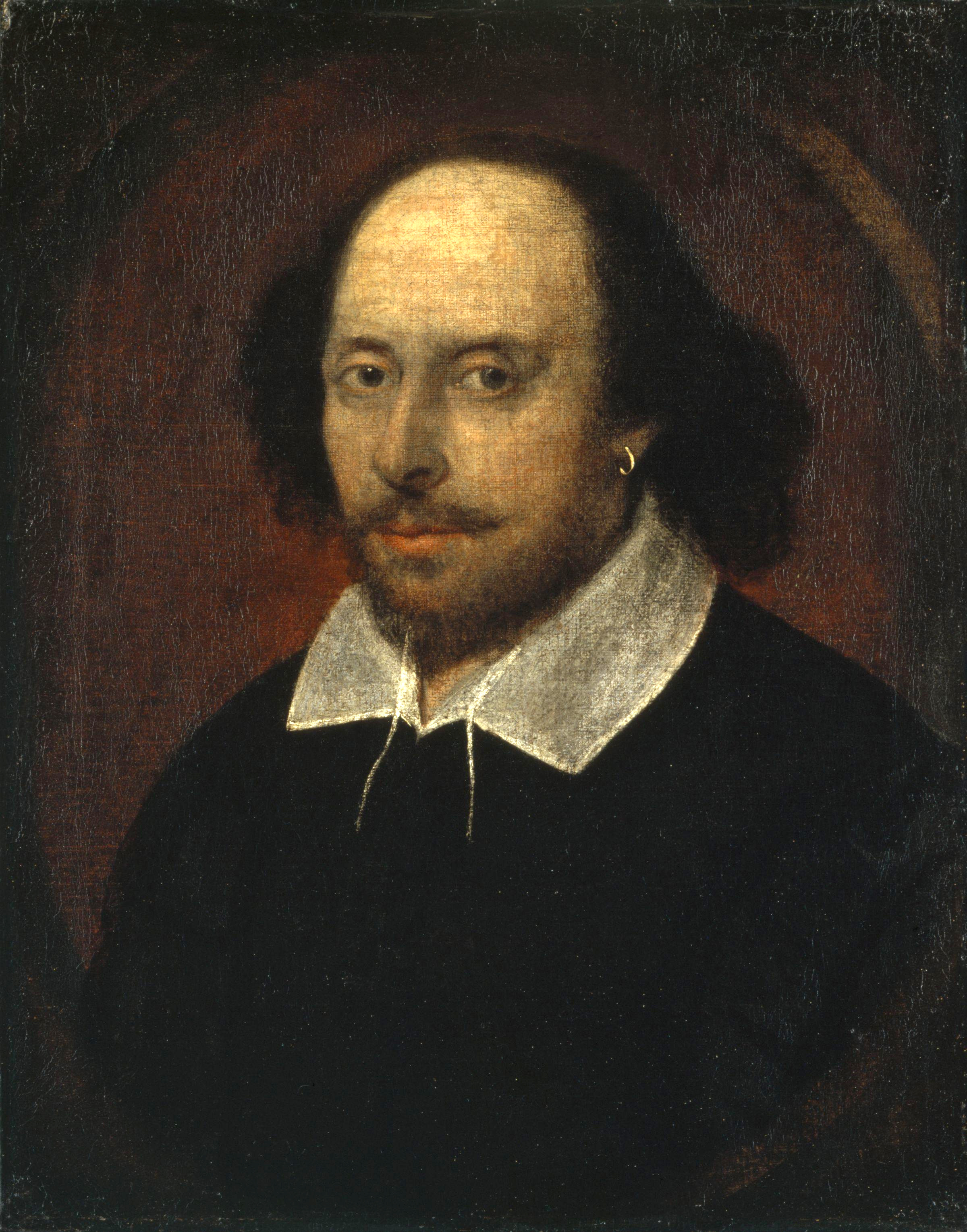
William Shakespeare, het Chandos-portret.

- Francis Bacon
- Thomas Dekker
- John Donne
- John Fletcher
- John Ford
- Ben Jonson
- Thomas Kyd
- Christopher Marlowe
- Philip Massinger
- Thomas Middleton
- Thomas More
- Thomas Nashe
- William Rowley
- William Shakespeare
- James Shirley
- Philip Sidney
- Edmund Spenser
- John Webster
- Thomas Wyatt
- William Tyndale

## Bekende beeldende kunstenaars
- Nicholas Hilliard
- Isaac Oliver

## Bekende componisten en andere musici

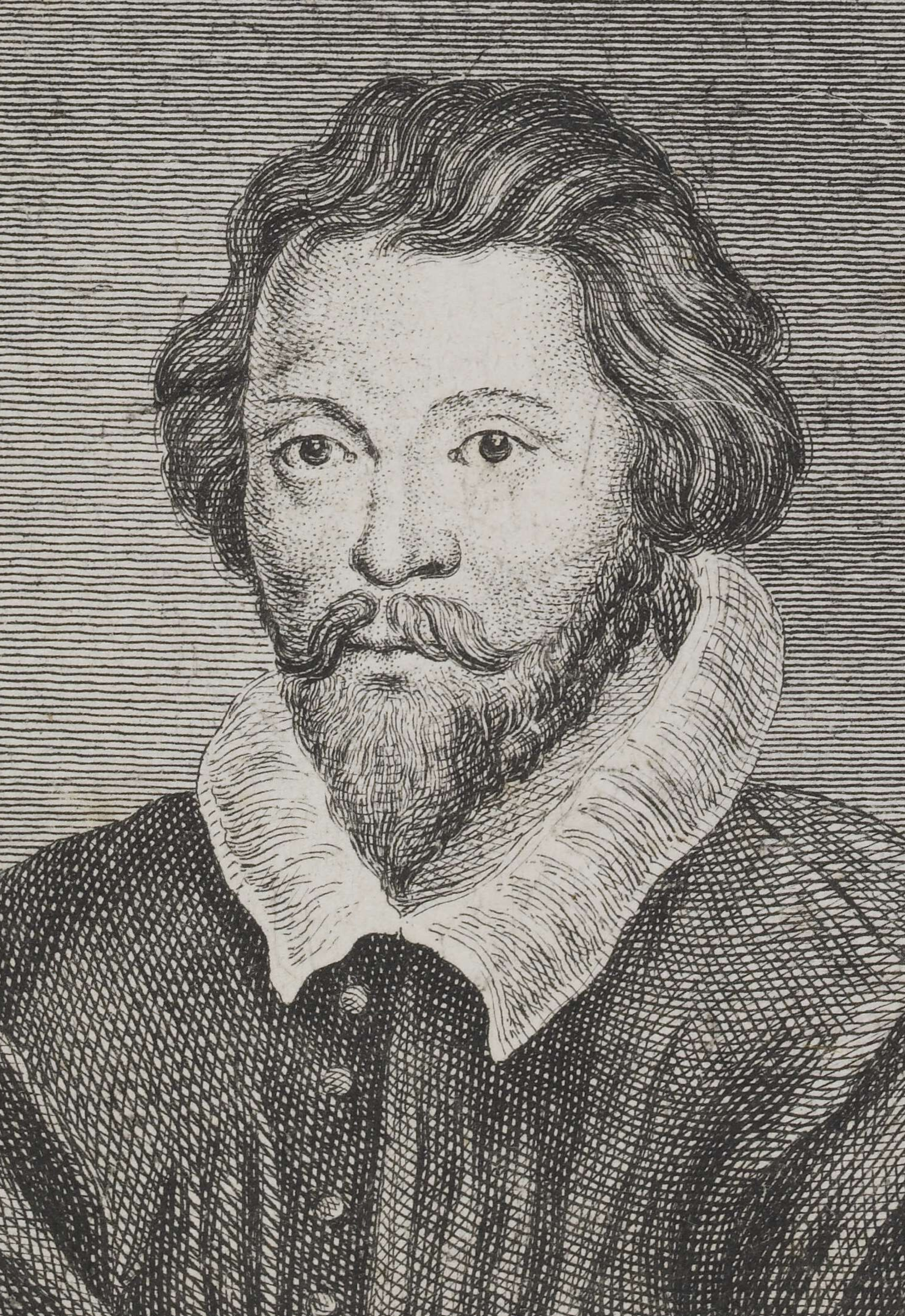
William Byrd

- William Byrd
- John Dowland
- Thomas Morley
- Thomas Tallis
- Nicholas Yonge